# Флаг Вроцлава

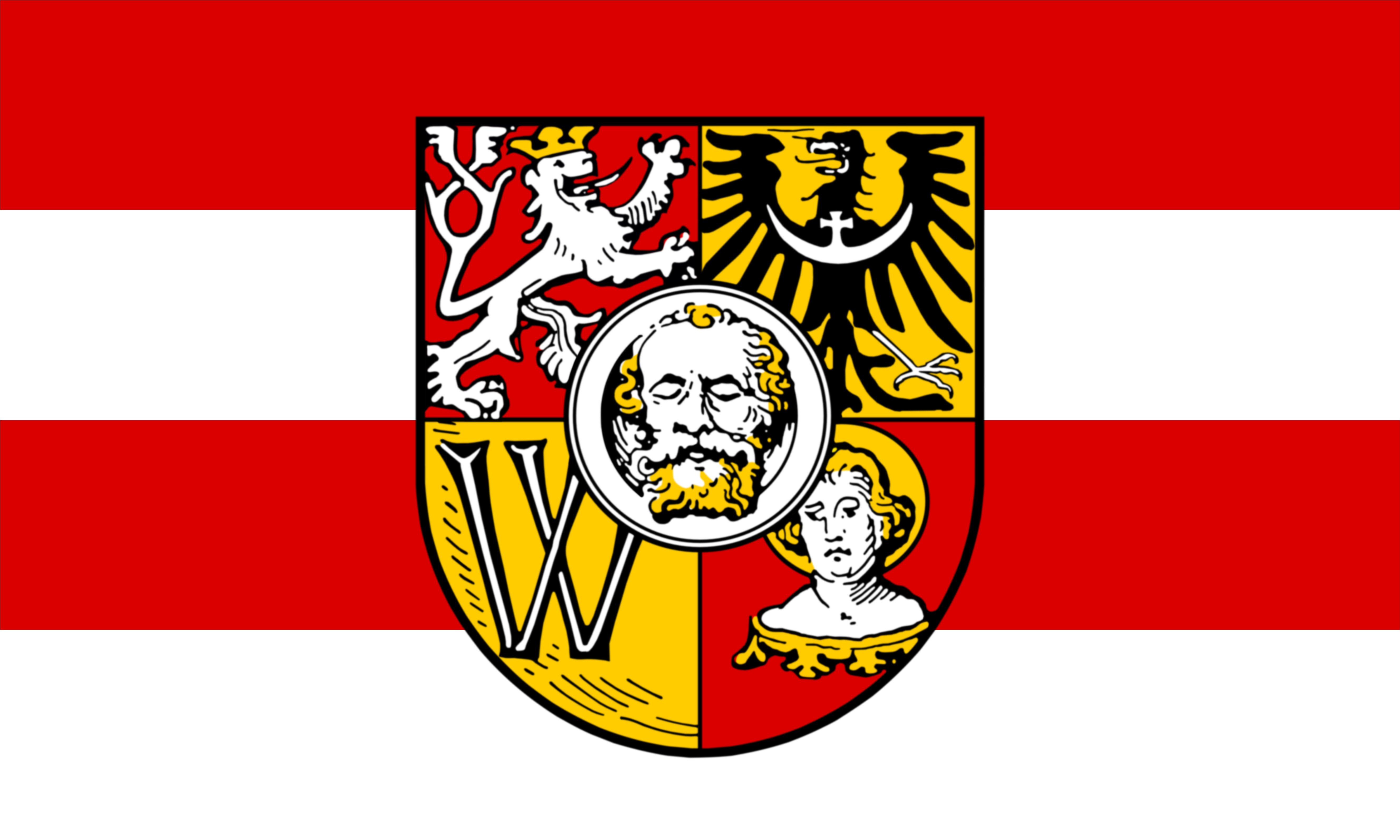
Флаг Вроцлава до 1938 года

Флаг Вроцлава — один из символов города Вроцлав.

## Описание
Флаг Вроцлава состоит из двух равновеликих горизонтальных полос: верхней красной и нижней желтой. Соотношение ширины и длины флага: 5:8. Допускается размещать герб на фоне флага. При вертикальном вывешивании около древка размещается красная полоса. 